# Чаповський Олександр Якович
Олександр Якович Чаповський (17 серпня 1951, с. Старе Село Магерівського району Львівської області) — український військовик, генерал-лейтенант у відставці, останній командувач Національної гвардії України в її період існування у 90-х роках, згодом перший заступник міністра оборони, член Ради старійшин.

## Життєпис
Народився 17 серпня 1951 р. в с. Старе Село Жовківського району Львівської області.
Закінчив Київське вище танкове технічне училище (1971), Військову академію бронетанкових військ ім. Р. Малиновського (1985), Академію Збройних Сил України (1998).
Проходив службу у військах Білоруського військового округу на посадах заступника командира танкової роти з технічної частини, командира танкової роти, начальника штабу — заступника командира танкового батальйону, командира танкового батальйону.
Після закінчення Військової академії бронетанкових військ — у складі Групи радянських військ у Німеччині та Західній групі військ на посадах начальника штабу — першого заступника командира танкового полку, заступника командира танкового полку, командира окремого танкового полку, командира окремого мотострілецького полку.
У вересні 1992 р. призначений командиром механізованої бригади у військах Прикарпатського військового округу.
З лютого 1994 р. — у військах Одеського військового округу на посадах командира танкової дивізії, командира мотострілецької дивізії, командира 25-ї механізованої дивізії.
З жовтня 1996 по лютий 1998 р. — заступник командира армійського корпусу у військах Прикарпатського військового округу.
З лютого 1998 р. — командувач Національної гвардії України.
З квітня 2000 по лютий 2002 р. — заступник Міністра оборони України з проведення організаційних заходів у Збройних Силах України.
Звільнений з лав Збройних Сил України у липні 2002 р.

## Нагороди
- Нагороджений орденом «Черовної Зірки»
- медаллю «За бойові заслуги» та 6 медалями.